# كوبي موسى
كوبي موسى (بالعبرية: קובי מוסא‏) (18 أبريل 1982 في إسرائيل - ) هو لاعب كرة قدم إسرائيلي في مركز الدفاع. لعب مع نادي مكابي تل أبيب وHapoel Nir Ramat HaSharon F.C. ‏ وهبوعيل بتاح تكفا ‏ ونادي أسدود وHapoel Ramat Gan Givatayim F.C. ‏ وHapoel Rishon LeZion F.C. ‏ وهبوعيل عسقلان ‏.

## وصلات خارجية
- كوبي موسى على موقع قاعدة بيانات كرة القدم.إي يو (الإنجليزية)
- كوبي موسى على موقع Soccerway.com (الإنجليزية)